# Trigoniophthalmus alternatus
Espèce
Trigoniophthalmus alternatus est une espèce d'insectes appartenant à l'ordre des archéognathes.*

## Description

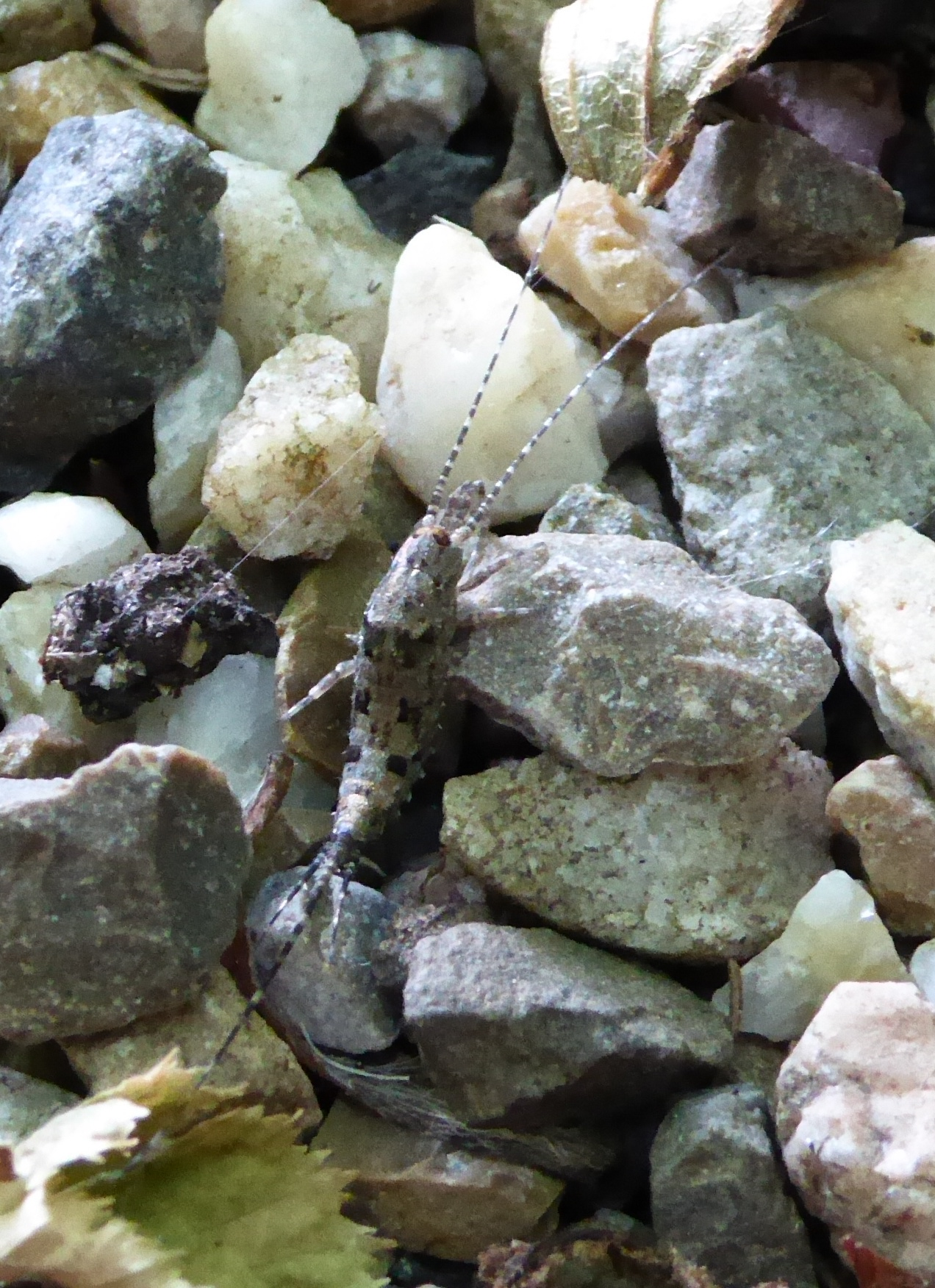
Vue d'ensemble
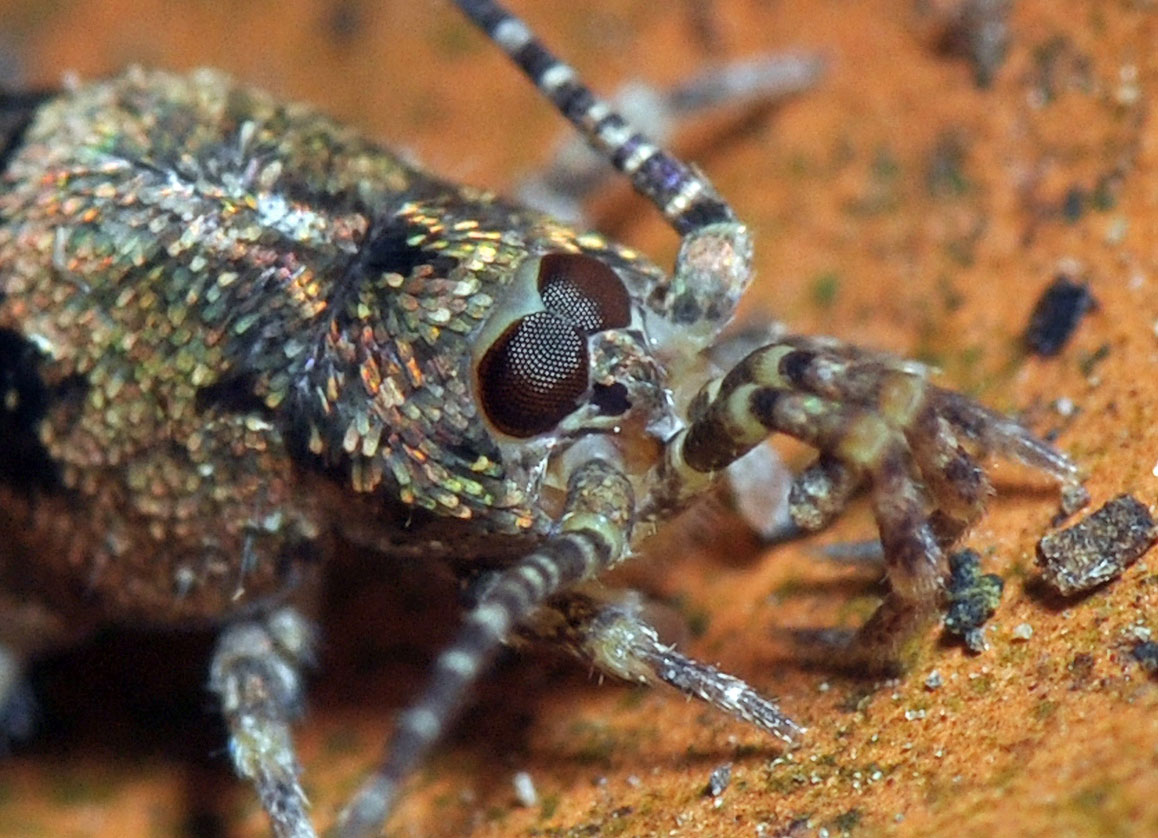
Détail de la tête